# Cedric Drewe

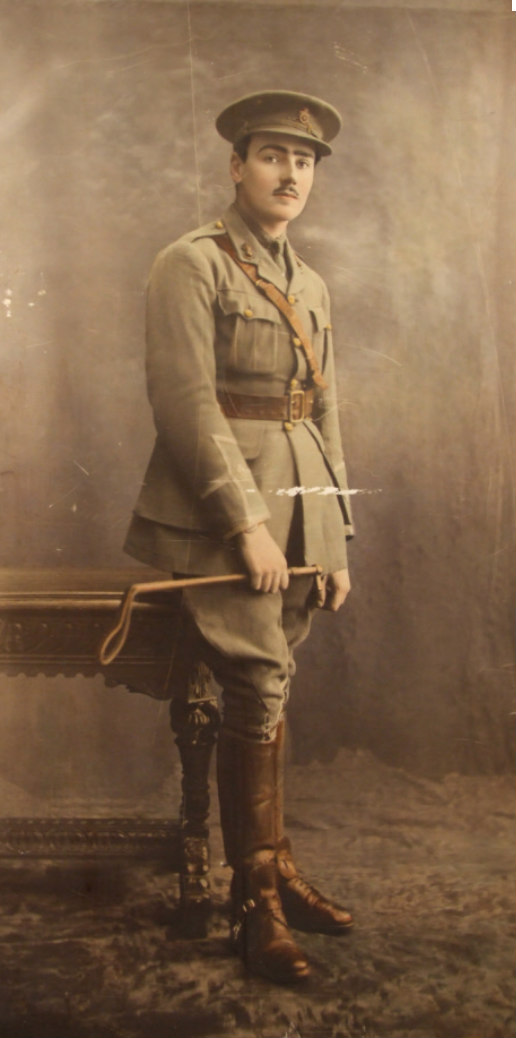
Cedric Drewe, 1915

Sir Cedric Drewe, KCVO (* 26. Mai 1896 in Culverden Castle, Royal Tunbridge Wells, Kent; † 21. Januar 1971 in Broadhembury, Devon) war ein britischer Politiker der Conservative Party, der unter anderem von 1924 bis 1929 sowie erneut zwischen 1931 und 1955 Mitglied des Unterhauses (House of Commons) sowie von 1951 bis 1955 Treasurer of the Household war. Als solcher war er Teilnehmer an der Krönungsprozession 1953. 

## Leben
Cedric Drewe war das dritte von fünf Kindern des Unternehmers Julius Drewe (1856–1931), der 1883 die „Home and Colonial Stores“ gründete, einst eine der größten Einzelhandelsketten des Vereinigten Königreichs, und dessen Ehefrau Frances Richardson. Anlässlich des Ersten Weltkriegs trat er im September 1914 als Second Lieutenant des 5th (Cinque Ports) Battalion des Royal Sussex Regiment in die British Army ein. Er legte diesen Dienstposten bereits im November 1914 nieder und absolvierte an der Royal Military Academy Woolwich eine Kadettenausbildung zum Artillerieoffizier und wurde im April 1915 Second Lieutenant beim Royal Regiment of Artillery. 1916 begann er ein Studium an der University of Birmingham, welches er 1920 beendete.
Bei der Unterhauswahl am 29. Oktober 1924 wurde Drewe für die Conservative Party im Wahlkreis „South Molton“ erstmals zum Mitglied des Unterhauses (House of Commons) gewählt und konnte sich dabei gegen den langjährigen Wahlkreisinhaber George Lambert von der Liberal Party durchsetzen. Er verlor diesen Wahlkreis jedoch wieder an Lambert bei der darauf folgenden Unterhauswahl am 30. Mai 1929. Er wurde daraufhin bei der Unterhauswahl am 27. Oktober 1931 als Nachfolger seines Parteifreundes Major Sir Clive Morrison-Bell im Wahlkreis „Honiton“ wieder zum Abgeordneten gewählt und vertrat diesen Wahlkreis nach seinen Wiederwahlen am 14. November 1935, 5. Juli 1945, 23. Februar 1950, 25. Oktober 1951 bis zur Unterhauswahl am 26. Mai 1955, in der sein Parteifreund Robert Mathew zum neuen Abgeordneten gewählt wurde.
Während seiner langjährigen Unterhausmitgliedschaft war Cedric Drewe zwischen 1939 und 1943 Parlamentarischer Privatsekretär eines Regierungsmitglieds sowie von 1943 bis 1948 Parlamentarischer Geschäftsführer (Whip) der Fraktion der konservativen Tories und zugleich in der Kriegsregierung Churchill vom 3. Juli 1944 bis zum 23. Mai 1945 im Schatzamt (HM Treasury) einer der Lord Commissioner of the Treasury. Nach dem Wahlsieg der Conservative Party bei der Unterhauswahl am 25. Oktober 1951 wurde er stellvertretender Parlamentarischer Hauptgeschäftsführer (Deputy Chief Whip) der Fraktion seiner Partei und zugleich Treasurer of the Household wurde. Er bekleidete dieses Amt bis 1955 und wurde daraufhin von Tam Galbraith abgelöst. Für seine Verdienste wurde er am 1. Juni 1953 als Knight Commander des Royal Victorian Order (KCVO) nobilitiert, wodurch er fortan das Prädikat „Sir“ führte.
Aus seiner 1918 geschlossenen Ehe mit Beatrice Foster Newington gingen drei Kinder hervor.